# Chiesa di San Biagio (Tregasio)
La chiesa di San Biagio, detta anche chiesetta di San Biagio, è un luogo di culto cattolico sconsacrato situato a Tregasio, frazione di Triuggio, situata a poche centinaia di metri dalla Villa Sacro Cuore e dalla Villa Jacini.

## Storia
È situata vicino al confine tra Tregasio e Canonica Lambro, in località Zuccone Franco. La chiesa, costruita nel 1289 è il primo edificio di culto religioso di cui si ha una testimonianza sicura a Tregasio. La chiesa fu visitata nel 1629 dal cardinale Federico Borromeo durante una sua visita pastorale. Già all'epoca risultava essere in situazione precaria e di abbandono. Il cardinale diede disposizioni per il restauro, ma in seguito venne sconsacrata e convertita a deposito per gli attrezzi agricoli dei contadini. Questo avvenimento, portò con il passare degli anni un ad lento e continuo peggioramento delle condizioni della chiesa. Solo nell'ottobre 2002 iniziarono i lavori di recupero della chiesa. I lavori consistettero in un consolidamento della struttura perimetrale esistente, mentre il tetto, che era del tutto assente fu costruito con un telaio di acciaio e pannelli di vetro.